# Justs Sirmais
Justs Sirmais (Ķekava, 6 februari 1995) is een Lets zanger.

## Biografie
Sirmais raakte begin 2016 bekend bij het grote publiek door diens deelname aan Supernova, de Letse preselectie voor het Eurovisiesongfestival. Met het nummer Heartbeat, geschreven door Aminata Savadogo, wist hij de finale te bereiken en deze winnend af te sluiten. Hierdoor heeft hij zijn vaderland mogen vertegenwoordigen op het Eurovisiesongfestival 2016, dat gehouden werd in de Zweedse hoofdstad Stockholm. Hij bereikte de finale waar hij uiteindelijk op de 15de plaats eindigde.
2000: Brainstorm · 
2001: Arnis Mednis · 
2002: Marie N · 
2003: F.L.Y. · 
2004: Fomins & Kleins · 
2005: Valters & Kaža · 
2006: Cosmos · 
2007: Bonaparti.lv · 
2008: Pirates of the Sea · 
2009: Intars Busulis · 
2010: Aisha · 
2011: Musiqq · 
2012: Anmary · 
2013: PeR · 
2014: Aarzemnieki · 
2015: Aminata Savadogo · 
2016: Justs · 
2017: Triana Park · 
2018: Laura Rizzotto · 
2019: Carousel · 
2021: Samanta Tīna · 
2022: Citi Zēni · 
2023: Sudden Lights · 
2024: Dons · 
2025: Tautumeitas
- International Standard Name Identifier: 0000 0004 6555 7301
- Nationale Bibliotheek van Letland: 000228936
- MusicBrainz: 4c76c583-3867-4a8a-850a-ebc9d796c793
- Virtual International Authority File: 25146285339915371048